# 2006 KZ39
2006 KZ39 (również 2013 JX28) – planetoida z grupy Atiry okrążająca Słońce w ciągu 170 dni w średniej odległości 0,60 j.a. Została odkryta w 2006 roku. Jest to planetoida należąca do grupy Atiry, podtypu grupy Atena. Jej orbita charakteryzuje się tym, że planetoida przez cały okres obiegu krąży bliżej Słońca niż Ziemia. Nazwa planetoidy jest oznaczeniem tymczasowym.